# Нижняя Мондома
Нижняя Мондома — посёлок в Белозерском районе Вологодской области. Административный центр Куностьского сельского поселения.
С точки зрения административно-территориального деления входит в Куностьский сельсовет.
Расположен на левом берегу реки Мондомы. Расстояние по автодороге до районного центра Белозерска — 15 км. Ближайшие населённые пункты — Куность, Марково.
По переписи 2002 года население — 1044 человека (502 мужчины, 542 женщины). Преобладающая национальность — русские (98 %).